# Bromus rubens
Bromus rubens är en gräsart som beskrevs av Carl von Linné. Bromus rubens ingår i släktet lostor, och familjen gräs. Utöver nominatformen finns också underarten B. r. kunkelii.

## Bildgalleri

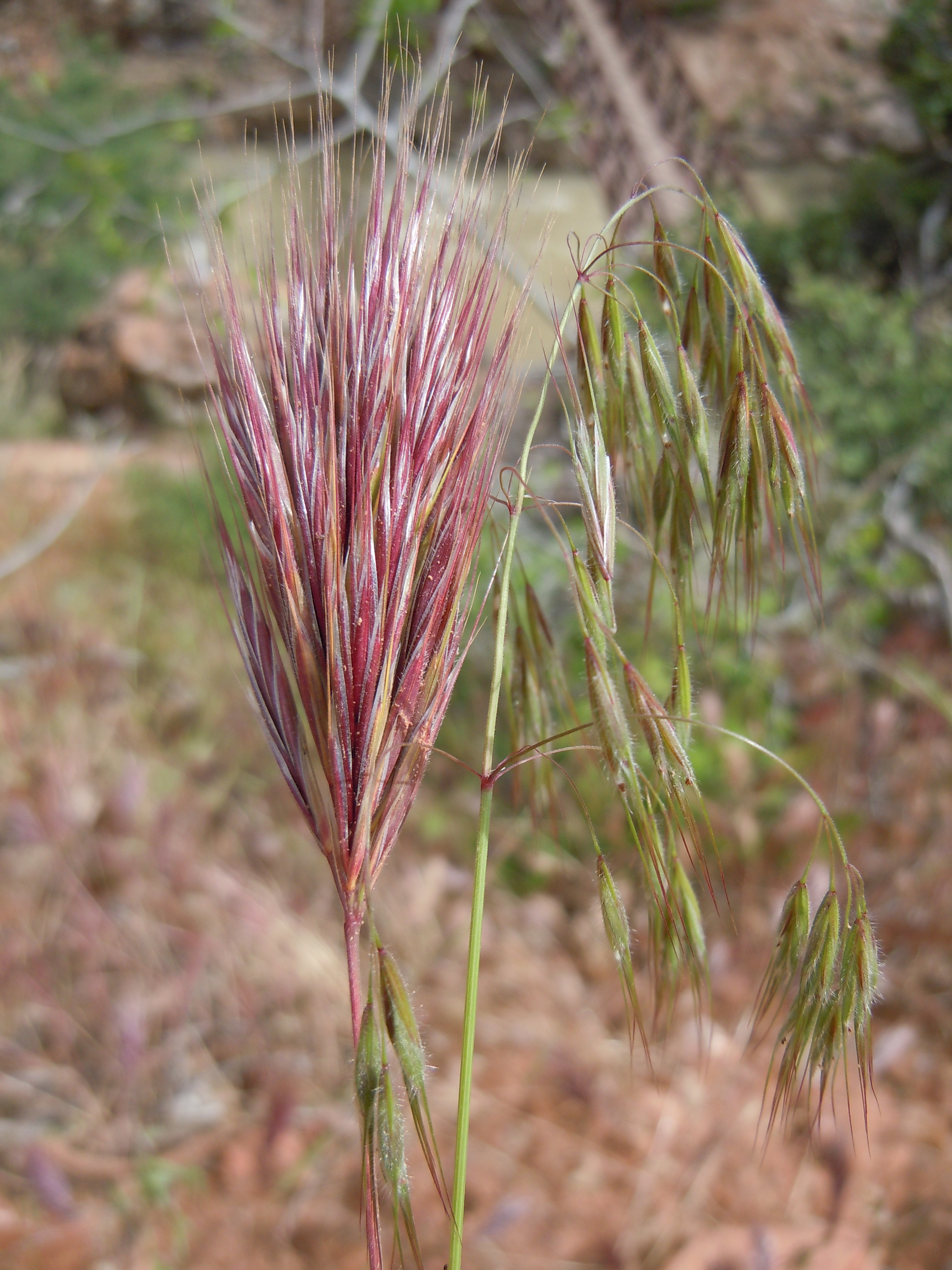
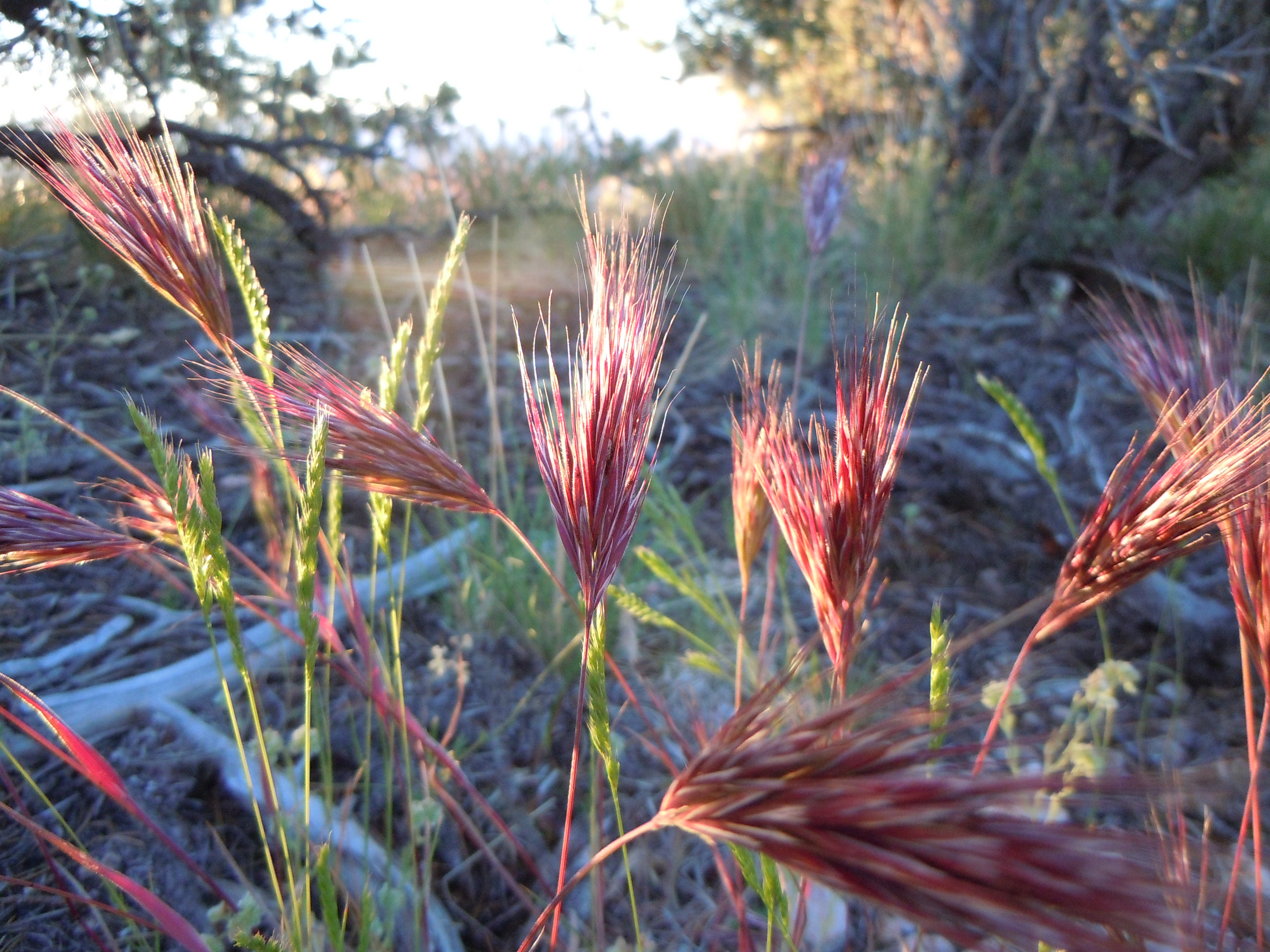
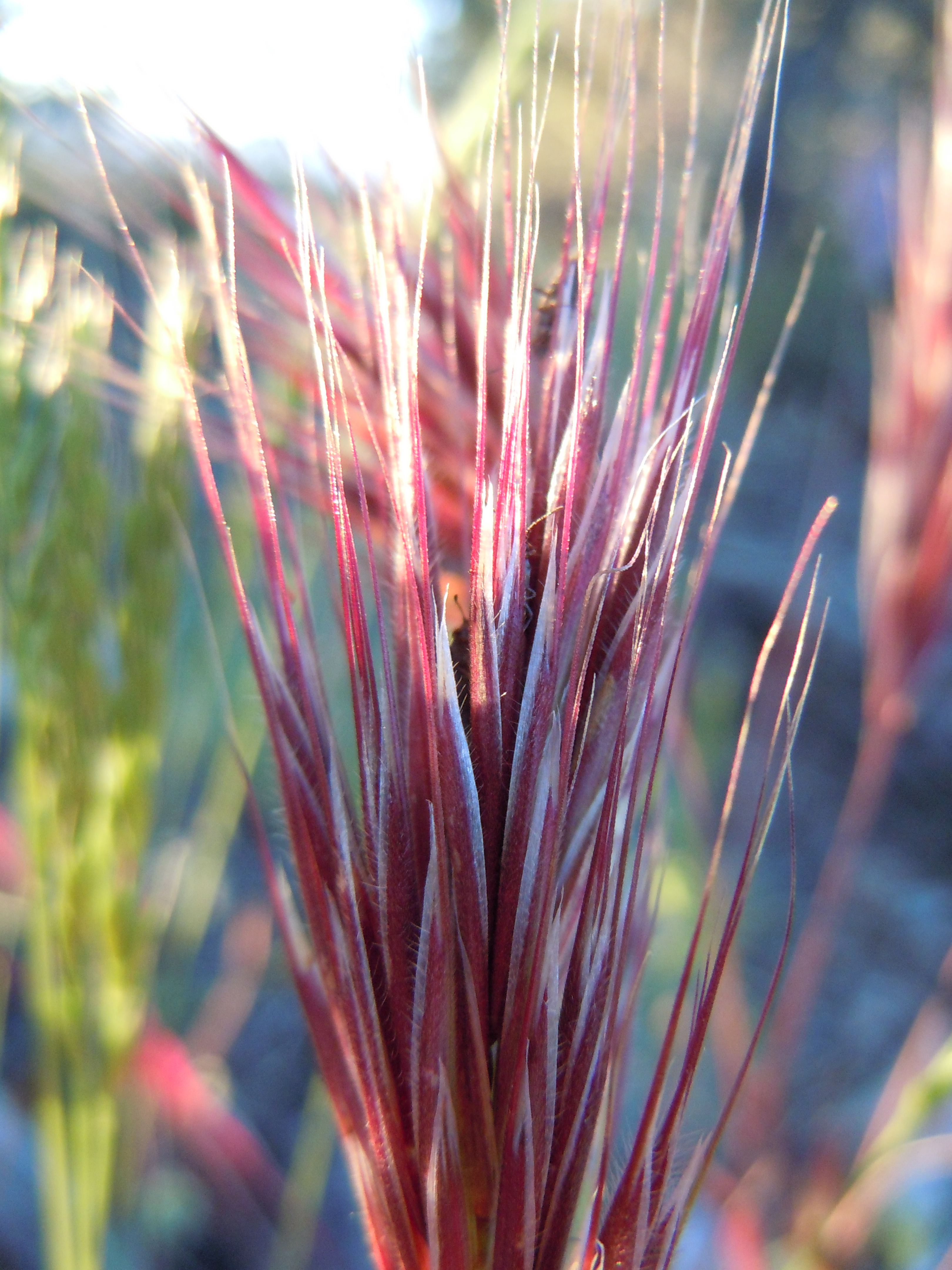
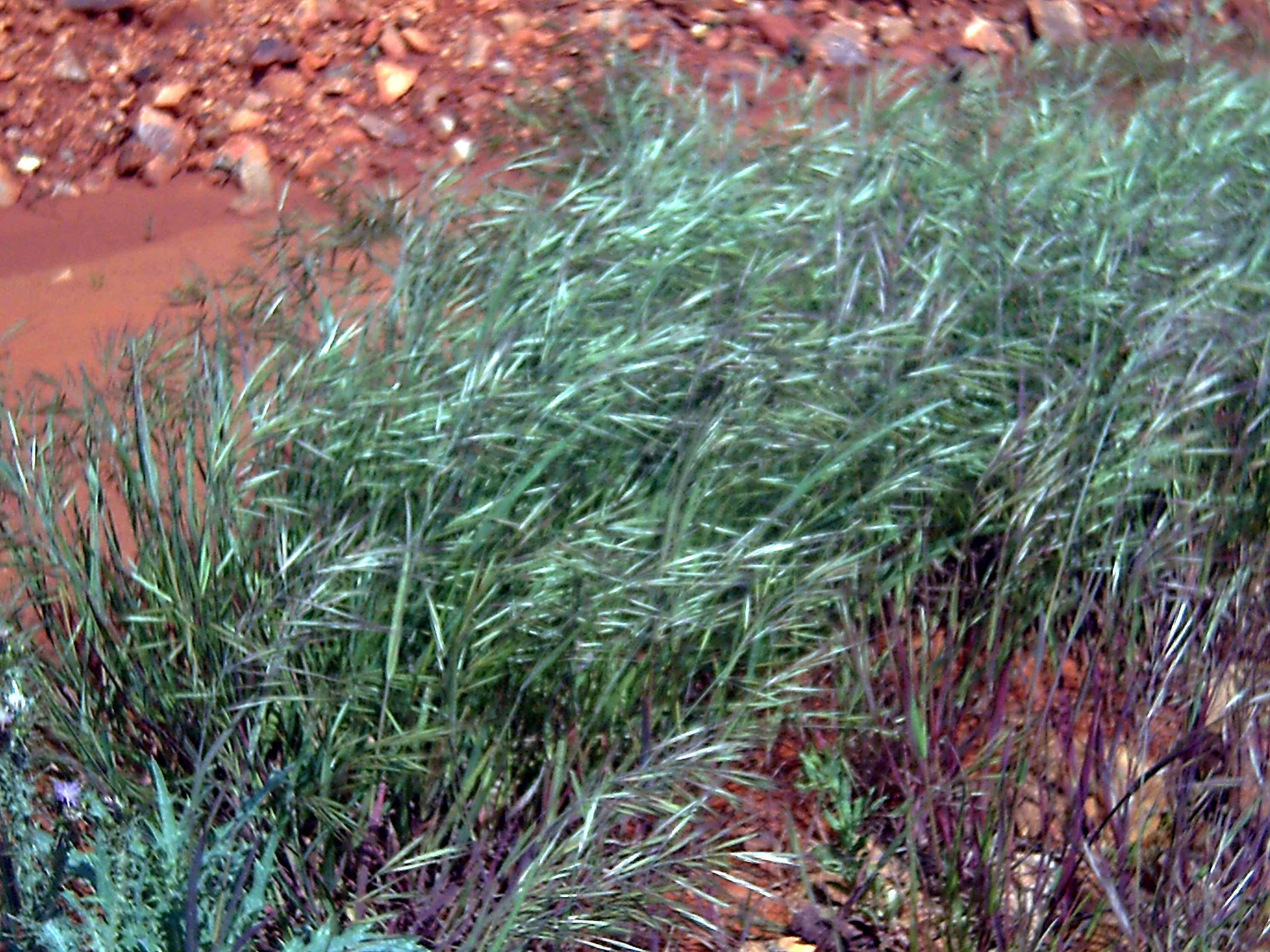